# Neosparton ephedroides
Neosparton ephedroides là một loài thực vật có hoa trong họ Cỏ roi ngựa. Loài này được Griseb. mô tả khoa học đầu tiên năm 1874.